# Margareta de Roumanie
Titres
Prétendante au trône de Roumanie
Depuis le 1er mars 2016
(9 ans et 13 jours)
Princesse héritière de Roumanie
26 mars 1949 – 1er mars 2016
(66 ans, 11 mois et 4 jours)
Signature
Margareta (ou Marguerite) de Roumanie (en roumain : Margareta a României), née le 26 mars 1949 à Lausanne (Suisse), est la fille aînée du roi Michel Ier de Roumanie et de son épouse Anne de Bourbon-Parme. À la suite de la renonciation de son père en 2016, la princesse Margareta devient prétendante au trône de Roumanie, conservant le titre de « gardienne de la Couronne de Roumanie » (Custode al Coroanei Române) que lui confère son père en 2007.

## Biographie

### Famille
La vie de la famille royale de Roumanie en exil peut être qualifiée de modeste. Michel de Roumanie ne dispose pas d'une grande fortune, raison pour laquelle il multiplie les activités professionnelles pour faire vivre les siens. Après Margareta, la famille s'agrandit avec les naissances des princesses Elena en 1950, Irina en 1953, Sofia en 1957 et Marie en 1964.
Margareta de Roumanie suit sa scolarité en Suisse et grandit au sein d'une famille unie mais très marquée par l'éternelle nostalgie du roi Michel quant à son pays. Apparentée aux monarchies européennes, Margareta suit ses parents lors de vacances au Danemark, où vit la famille de la reine Anne, en Grèce, patrie de sa grand-mère paternelle, mais aussi en Grande-Bretagne, notamment l'été à Balmoral, auprès de la reine Élisabeth II.

### Mariage et succession
La princesse Margareta a étudié à l'université d'Édimbourg.
Lors d'une visite d'un orphelinat, elle fait la rencontre de Radu Duda (né en 1960), un acteur très connu en Roumanie, qui participe à un programme pédagogique centré sur l'art et s'adressant aux enfants ayant subi des traumatismes. La princesse confie plus tard qu'elle a été subjuguée par le sens relationnel de Radu avec les enfants. Leurs chemins se croisent encore quelques fois par an. Comme l'explique la princesse, c'est sa mère la reine Anne qui, après une nouvelle rencontre fortuite avec Radu, a fait une allusion sur leurs échanges de regards.
Le mariage civil est célébré à Versoix le 24 juillet 1996. Le mariage religieux se tient à Lausanne le 21 septembre suivant. La princesse Margareta porte la même robe de mariée que sa mère, la reine Anne, lors de son union à Athènes en 1948. Dans l'assistance, sont présents la reine d'Espagne, l'infante Elena et son époux Jaime de Marichalar, la princesse Irène de Grèce, le prince Alexandre de Serbie, l'ex-roi Constantin II et l'ex-reine Anne-Marie de Grèce ou encore l'ex-impératrice Farah d'Iran. Le voyage de noces a lieu en Jordanie à l'invitation de la famille royale hachémite.
Le 30 décembre 2007, Radu Duda reçoit de l'ex-roi Michel le titre de courtoisie de « prince de Roumanie ».
La princesse n'ayant pas d'enfant, les nouvelles « lois fondamentales » édictées par son père Michel (voir infra) placent sa sœur, la princesse Elena, en deuxième position dans l'ordre de succession théorique au trône de Roumanie.

### Vie publique

Monogramme de Margareta de Roumanie.

En 1989, le renversement de la dictature de Nicolae Ceaușescu laisse entrevoir la possibilité de la fin de l'exil. Margareta renonce à son travail aux Nations unies pour épauler son père, le roi Michel, dans ses contacts avec la Roumanie. L'année suivante, elle crée la « Fondation Royale Margareta de Roumanie » (Fundatia Regală Margareta a României) qui est d'emblée très active sur le terrain et apporte son soutien aux enfants des orphelinats roumains. La princesse participe à de nombreuses campagnes de sensibilisation de leur sort pour lever des fonds à l'étranger. Il existe aujourd'hui des antennes de sa fondation en Suisse, en Belgique, en France, aux États-Unis et au Royaume-Uni.
La princesse est le meilleur appui de son père, le roi Michel, qui a connu au début des années 1990 un retour triomphal dans son pays. Cet engouement populaire à l'égard du monarque provoque la décision des autorités de ne plus le laisser revenir en Roumanie. C'est donc la princesse qui multiplie les voyages entre Genève et la Roumanie.
La Constitution de 1923 interdisant aux femmes l'accès au trône, l'ex-roi Michel instaure de nouvelles « lois fondamentales », règles familiales privées sans valeur légale en Roumanie, pour sa famille et octroie à sa fille les titres de courtoisie de « princesse héritière » et de « gardienne de la Couronne de Roumanie » (Principesa Moștenitoare și Custode al Coroanei României), titre créé à cette occasion le 30 décembre 2007.
Le 15 mai 2015, la princesse Margareta est nommée présidente de la Croix-Rouge roumaine (en).
Elle succède à son père le 1er mars 2016 comme chef de famille, à la suite de la renonciation de celui-ci et de son retrait de la vie publique pour raison de santé, devenant ainsi prétendante au trône. Depuis le décès de Michel Ier, le 5 décembre 2017, elle se fait désigner sous le prédicat honorifique de majesté,.

## Titulature
Les titres et honneurs portés par les membres de la maison de Roumanie n'ont pas d'existence juridique en Roumanie et sont considérés comme des titres de courtoisie. Ils sont attribués par le chef de maison :
- 26 mars 1949 - 30 décembre 2007 : Son Altesse Royale la princesse Margareta de Roumanie, princesse de Hohenzollern ;
- 30 décembre 2007[9] - 10 mai 2011 : Son Altesse Royale la princesse héritière, gardienne de la Couronne de Roumanie, princesse de Hohenzollern ;
- 10 mai 2011 - 5 décembre 2017 : Son Altesse Royale la princesse héritière, gardienne de la Couronne de Roumanie ;
- depuis le 5 décembre 2017 : Sa Majesté la gardienne de la Couronne de Roumanie[10].